# ExD Millennium

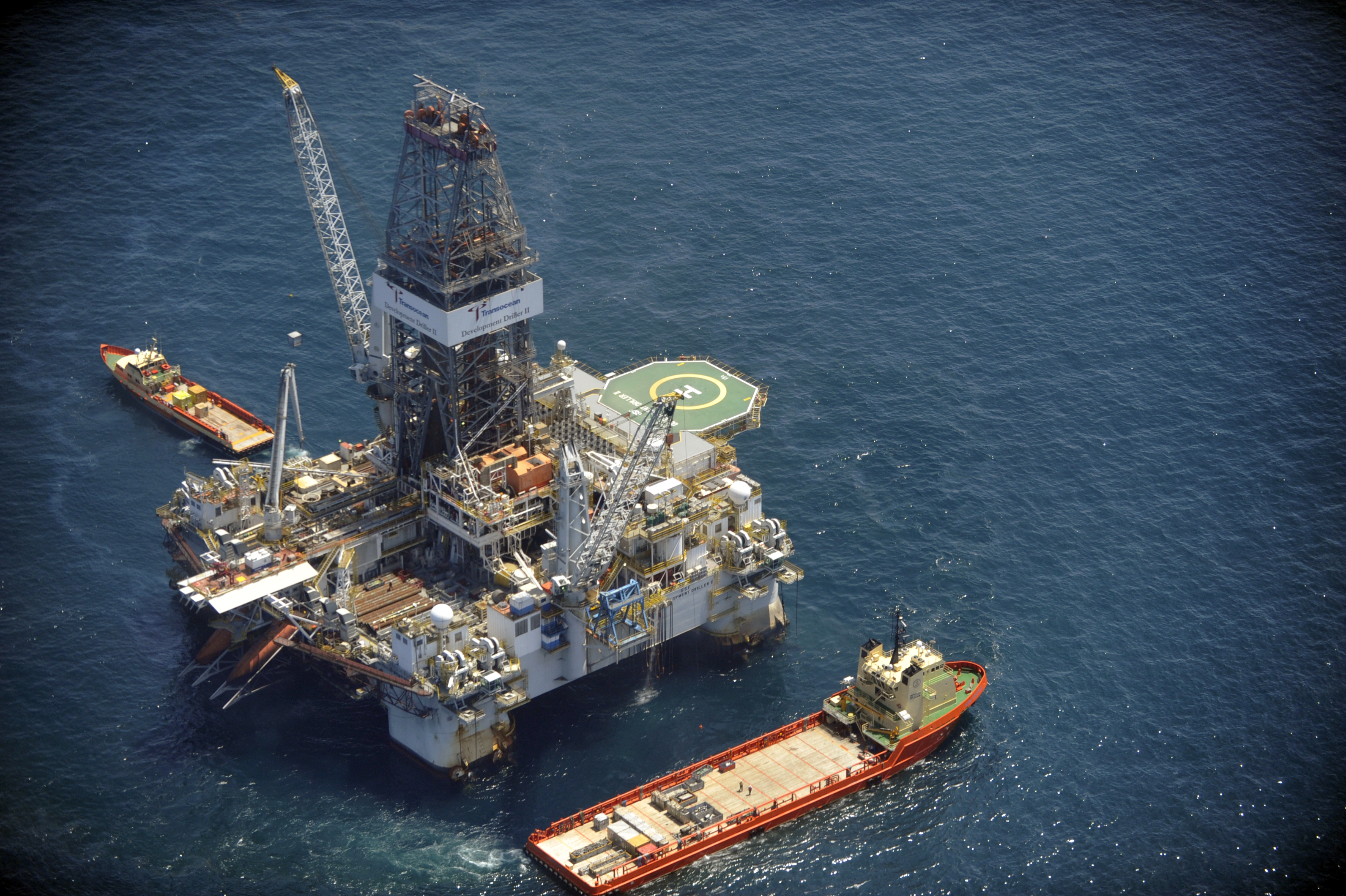
De Development Driller II

ExD Millennium is een serie van ontwerpen van halfafzinkbare platforms van Friede & Goldman. Het ontwerp van bestaat uit twee pontons met daarop elk twee kolommen en een rechthoekig dek.

## Types
| Type              | Waterdiepte         | Boordiepte           |
| ----------------- | ------------------- | -------------------- |
| Millennium SA     | 2.400 m / 7.874 ft  | 7.620 m / 25.000 ft  |
| Millennium 2400 D | 2.400 m / 7.874 ft  | 9.144 m / 30.000 ft  |
| ExD               | 3.050 m / 10.000 ft | 11.430 m / 37.500 ft |
| ExD-H             | 3.050 m / 10.000 ft | 12.192 m / 40.000 ft |
| ExD-H6C           | 3.050 m / 10.000 ft | 12.192 m / 40.000 ft |
| ExD 1500 M        | 1.500 m / 5.000 ft  | 9.144 m / 30.000 ft  |
| ExD 1500 HE       | 1.500 m / 5.000 ft  | 9.144 m / 30.000 ft  |

## ExD-serie
| Naam                   | Werf                | Jaar             | IMO-nummer |
| ---------------------- | ------------------- | ---------------- | ---------- |
| Development Driller I  | Jurong Shipyard     | 23 februari 2005 | 8765503    |
| Development Driller II | Jurong Shipyard     | 19 februari 2005 | 8765515    |
| West Sirius            | Jurong Shipyard     | 2008             | 8768402    |
| West Taurus            | Jurong Shipyard     | 2008             | 8768414    |
| PetroRig I             | Jurong Shipyard     | 2009             | 8768531    |
| PetroRig II            | Jurong Shipyard     | 2009             | 8769470    |
| PetroRig III           | Jurong Shipyard     | 2010             | 8769688    |
| West Orion             | Jurong Shipyard     | 2010             | 8768567    |
| West Eclipse           | Jurong Shipyard     | 2011             | 9604213    |
| West Capricorn         | Jurong Shipyard     | 2011             | 8770821    |
| Hai Yang Shi You 981   | Shanghai Waigaoqiao | 2011             | 9480344    |
| SS Amazonia            | Yantai CIMC Raffles | 2011             | 8770912    |
| SS Pantanal            | Yantai CIMC Raffles | 2011             | 8770924    |
| Atwood Osprey          | Jurong Shipyard     | 2011             | 8770314    |
| Atwood Condor          | Jurong Shipyard     | 2012             | 8771162    |